# دونگا گلاما
دونگا گلاما (به صربی: Donja Glama) یک منطقهٔ مسکونی در صربستان است که در بلا پالانکا واقع شده‌است. دونگا گلاما ۲۶ نفر جمعیت دارد.